# Bosí augustiniáni
Bosí augustiniáni (latinsky Ordo fratrum eremitarum S. Augustini discalceatorum; zkratka OESAdisc nebo OAD) jsou řeholní řád v katolické církvi.

## Původ
Ve Španělsku vznikla roku 1533 reformovaná větev obutých augustiniánů, která se dělila do tří kongregací: španělské, italské, francouzské. Teprve roku 1912 se španělská větev (Discalceati Hispaniae; Recollecti) zcela osamostatnila.
Italská kongregace měla odlišný vývoj. Založena byla roku 1592, dělila se roku 1624 do čtyř a později do devíti provincií. Roku 1623 byl založen její konvent v Praze a roku 1631 ve Vídni. Do tohoto řádu patřil i proslulý rakouský kazatel Abraham a Sancta Clara. Italská kongregace byla od počátku, kdy byla založena P. Ondřejem Diazem, nezávislá jak na španělské a francouzské kongregaci (zanikla za Velké francouzské revoluce), tak i na celém řádu obutých augustiniánů. V Římě má školská kongregace vlastního vikáře. V roce 1971 bylo již jen 150 členů řádu.

## Styl života
Členové řádu žijí kontemplativním životem, pracují v duchovní správě a mají i inkorporované fary. Konstituce je totožná s konstitucí obutých augustiniánů, ovšem doplněna zmíněno zpřísněnou reformou. Při obláčce přijímají profesové prodloužené řeholní jméno rozšířené o spolupatrona (Abraham a Santa Clara).
Řádovým oděvem je černý hábit s plochou kapucí, kožený řemen, krátký plášť a kožené sandály.

## Působení v Českých zemích
V českých zemích působí tento řád od roku 1623 a jeho konventy patřily do rakouské provincie. První klášter bosých augustiniánů vznikl v Praze na Zderaze v bývalém Hrádku Václava IV. v roce 1623. Další konventy: Tábor (1640), Lnáře (1672), Havlíčkův Brod (1674), Vratěnín na Moravě (1687) a Lysá nad Labem (1713).
Až do 20. století v Čechách přežil konvent ve Lnářích, který byl násilně zrušen v roce 1950 v rámci Akce K, a nebyl již obnoven.

## Působení ve 21. století
V roce 2018 měl řád 224 členů, z toho 144 kněží.